# Die fabelhaften Baker Boys
Die fabelhaften Baker Boys (Originaltitel: The Fabulous Baker Boys) ist ein US-amerikanischer Spielfilm aus dem Jahr 1989.

## Handlung
Die Brüder Frank und Jack Baker spielen seit fünfzehn Jahren gemeinsam als Barpianisten in den Hotels und Lounges der Stadt Seattle. Was jedoch einmal ein erfolgreiches Duo war, ist mittlerweile ziemlich angestaubt: Abend für Abend die gleichen Schlager, die gleichen Locations, die gleichen Witze. Für Jazztalent Jack ist dieses Leben, das er an der Seite seines biederen, nur mittelmäßig begabten Bruders zu führen gezwungen ist, unerträglich geworden. Mut zur Veränderung hat er jedoch nicht und so ertränkt er seinen Frust im Whisky und sucht Abwechslung in diversen One-Night-Stands.
Als die Brüder eines Abends vom Barbesitzer Charlie aufgrund des flauen Geschäfts das Engagement gekündigt bekommen, beschließt Frank, eine Sängerin zu engagieren. Sie findet sich schließlich am Ende eines nervenaufreibenden Castings in der arbeitslosen Escort-Dame Susie Diamond. Susie ist nicht nur attraktiv, sondern verfügt auch über eine samtig verführerische Stimme und so verhilft sie dem Duo rasch zu neuem Aufschwung und steigenden Einnahmen. Allerdings sorgt sie auch bald für Krisenstimmung innerhalb der Combo. Ihre unkonventionelle Art und ihre innovativen Ideen stoßen bei dem konservativen Frank auf wenig Gegenliebe und es ist unverkennbar, dass es zwischen ihr und Jack knistert.
Als die Band zwischen Weihnachten und Neujahr von einem kalifornischen Nobelhotel gebucht wird, beobachtet Frank die beiden voller Misstrauen. Er kann sie jedoch nicht lange unter seiner Kontrolle halten, da er plötzlich wegen eines Unfalls seines kleinen Sohns nach Hause zurückkehren muss. Susie und Jack bestreiten die Silvestershow allein und verbringen eine leidenschaftliche Nacht miteinander. Beide sind jedoch nicht in der Lage, einander einzugestehen, dass nun tiefere Gefühle im Spiel sind; aus falschem Stolz und Angst vor zu viel Nähe weichen sie fortan einander aus.
Frank sieht sein langjähriges Projekt und die Beziehung zu seinem Bruder Jack gefährdet; er beginnt Susie zu mobben. Die hält schließlich den Druck nicht mehr aus und verlässt die Combo, jedoch nicht ohne Jack an den Kopf zu werfen, wie feige es von ihm sei, sein Talent so zu verschleudern. Die Baker Boys sind nun wieder ohne Sängerin und erfolgloser denn je. Eines Abends kommt es zum Eklat zwischen den Brüdern, der in einer Schlägerei gipfelt. Im Zorn wirft Jack seinem Bruder seinen Ausstieg aus dem Projekt vor die Füße. Er versucht, seine One-Night-Stands wieder aufzunehmen, stellt aber fest, dass er Susie nicht vergessen kann. Schließlich erkennt er, dass er sein Leben selbst in die Hand nehmen und darin „aufräumen“ muss. Er beschließt, das Angebot eines Jazzclub-Besitzers anzunehmen, um endlich seine eigene Musik machen zu können. Er versöhnt sich mit Frank, und beide beenden die Zusammenarbeit in gegenseitigem Einvernehmen. Zuletzt sucht er Susie auf; es kommt zu einer zaghaften Annäherung.

## Hintergrund
Die Hotelszenen wurden im ehemaligen Ambassador Hotel in Los Angeles gedreht, das als Kulisse vieler Filme diente wie zum Beispiel für Die Reifeprüfung und Catch Me If You Can. Im Jahr 1968 wurde in diesem Hotel Robert F. Kennedy ermordet.
Im Film werden mehrere Songs von Michelle Pfeiffer selbst gesungen. Der Soundtrack zum Film ist unter dem Label GRP Records des Jazzmusikers Dave Grusin erschienen.
In diesem Film ist auch der berühmte Ballhaus-Kreisel zu sehen. Michelle Pfeiffer singt, vor Jeff Bridges auf einem Flügel liegend, den Song Makin’ Whoopee, während die Kamera die beiden umrundet.
In der Szene, in der die Gebrüder Baker in der örtlichen Benefiz-Fernsehsendung zugunsten des Baus einer Turnhalle auftreten, wirft der dortige Telefonist Earl the Pearl, verkörpert von Bradford English, den Pianisten Jack Baker, nachdem dieser den TV-Moderator tätlich angegriffen hat, aus dem Fernsehstudio und ermahnt ihn mit den Worten „Für wen hältst du dich eigentlich, du Arschloch, für Horowitz?“ . Dabei spielt der Mann auf den berühmten russischen Pianisten Vladimir Horowitz an, einen der bedeutendsten Klaviervirtuosen des 20. Jahrhunderts. Im englischsprachigen Original spricht er von Liberace.

## Synchronisation
| Rolle         | Darsteller        | Sprecher          |
| ------------- | ----------------- | ----------------- |
| Jack Baker    | Jeff Bridges      | Joachim Tennstedt |
| Susie Diamond | Michelle Pfeiffer | Katja Nottke      |
| Frank Baker   | Beau Bridges      | Norbert Gescher   |
| Lloyd         | Xander Berkeley   | Michael Pan       |
| Charlie       | Dakin Matthews    | Hans Nitschke     |
| Ray           | Ken Lerner        | Bernd Rumpf       |
| Henry         | Albert Hall       | Jörg Döring       |
| Theo          | Todd Jeffries     | Klaus Lochthove   |
| Monica Noran  | Jennifer Tilly    | Janina Richter    |

## Kritiken
„Hervorragend fotografierter und überzeugend gespielter Film, ebenso altmodisch wie zeitlos erzählt; eine tiefgründige Kinounterhaltung im besten Sinne“, urteilte das Lexikon des internationalen Films.
Roger Ebert von der Chicago Sun-Times meinte, dass der Film einer alten, bereits mehrfach benutzten Formel folge, aber dafür „interessant besetzt“ und mit „sicherer Hand für das Material“ inszeniert worden sei. Michelle Pfeiffer blühe förmlich auf – und das nicht nur als Frau, sondern auch als Schauspielerin, in die man sich hineinversetzen könne. Ihren Auftritt zu dem Song Makin’ Whoopee verglich Ebert mit den Showeinlagen von Rita Hayworth in Gilda (1946) und Marilyn Monroe in Manche mögen’s heiß (1959).

## Auszeichnungen
- Oscar-Nominierungen:
  - Beste Hauptdarstellerin: Michelle Pfeiffer
  - Kamera: Michael Ballhaus
  - Filmmusik: Dave Grusin
  - Schnitt: William Steinkamp

- Golden Globe Award in der Kategorie Beste Hauptdarstellerin – Drama für Michelle Pfeiffer
- Golden-Globe-Nominierung in der Kategorie Musik für Dave Grusin

- Auszeichnung der National Society of Film Critics:
  - Beste Hauptdarstellerin: Michelle Pfeiffer
  - Bester Nebendarsteller: Beau Bridges
  - Beste Kamera: Michael Ballhaus

- Nominierung der Writers Guild of America für Steve Kloves
- Grammy in der Kategorie Beste Filmmusik für Dave Grusin